# Dörenhagen
Dörenhagen ist der östlichste der fünf Ortsteile der Gemeinde Borchen im Kreis Paderborn, Nordrhein-Westfalen. Die alte Postleitzahl von Dörenhagen ist 4799 (früher 4791) und heute 33178.

## Geografie
Dörenhagen liegt auf der Paderborner Hochfläche südöstlich von Paderborn. Oberirdische Fließgewässer gibt es in der Gemarkung, die Teil einer Karstlandschaft ist, nicht. Den Untergrund bilden Wasserdurchlässige Kalksteine des Turon, die über Kalksteinen des Cenoman liegen, unter denen sich eine Schicht von Eggesandstein befindet.
Dörenhagen liegt auf einer Höhe von 296 m ü. NN und umfasst eine Fläche von 15,95 km². Der höchste Punkt der Gemeinde Borchen mit 334 m ü. NN befindet sich östlich Dörenhagens.
Im Norden grenzen die Paderborner Stadtteile Paderborn und Dahl, im Osten und Süden die Lichtenauer Stadtteile Grundsteinheim und Ebbinghausen an. Im Westen liegt die Gemarkung von Kirchborchen mit ihrem Ortsteil Schloß Hamborn.
Von Nord nach Süd untergliedert sich Dörenhagen in die Ortsteile Dörenhagen, Eggeringhausen und Busch.

## Geschichte
Dörenhagen gehörte bis zu den Napoleonischen Kriegen zum Hochstift Paderborn. Im Königreich Westphalen bildete Dörenhagen von 1807 bis 1813 eine Gemeinde im Kanton Kirchborchen des Distrikts Paderborn im Departement der Fulda und fiel dann an Preußen. 1816 kam die Gemeinde zum neuen Kreis Paderborn, in dem sie zum Amt Kirchborchen gehörte. Am 1. Januar 1975 wurde Dörenhagen gemeinsam mit dem südwestlich angrenzenden Etteln, bis dahin im Amt Atteln, Kreis Büren, in die gerade erst am 1. Juli 1969 aus Alfen, Nord- und Kirchborchen gebildete Gemeinde Borchen eingegliedert.

## Einwohnerentwicklung
- 1950: 1024 Einwohner
- 1960: 0894 Einwohner
- 1961: 0848 Einwohner
- 1970: 0960 Einwohner
- 1974: 0987 Einwohner
- 2004: 1451 Einwohner
- 2019: 1595 Einwohner[3]

## Politik

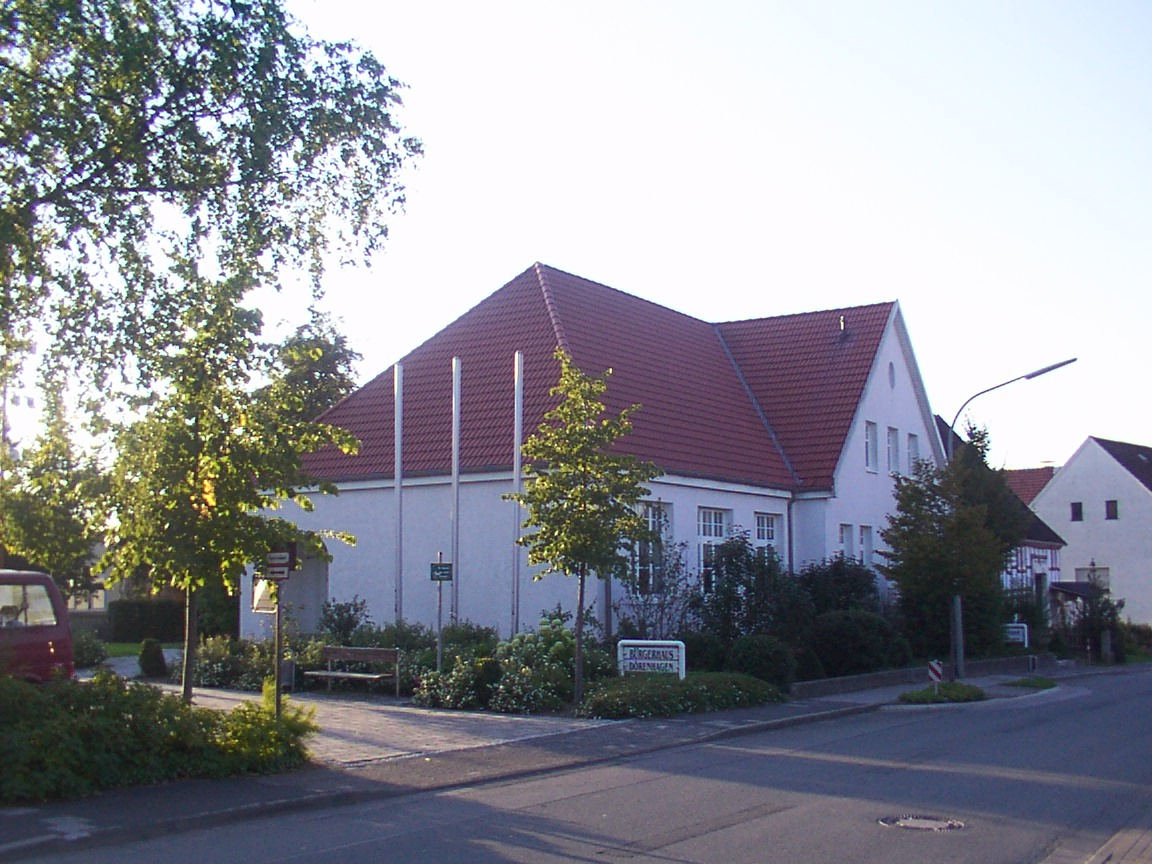
Bürgerhaus

### Ortsvorsteher
- 1975 bis 1984 Paul Buschmeier
- 1984 bis 1994 Hubert Amedick
- 1994 bis 2009 Klaus Winkler
- 2009 bis 2025 Heinrich Rebbe (†)

### Gemeinderatswahl
Bei der letzten Kommunalwahl 2009 gaben die Dörenhagener Bürger ihre Stimmen bei der Wahl zum Borchener Gemeinderat wie folgt ab:
- CDU 54,44 %
- SPD 26,53 %
- Freie Wählergemeinschaft Borchen (FWB) 8,61 %
- Borchener Bürger Union (BBU) 6,39 %
- FDP 4,03 %

## Religion
Wie in den anderen Orten des ehemaligen Hochstifts Paderborn gehört die Mehrheit der Einwohner der katholischen Kirche an. Diese gehören zur Pfarrgemeinde St. Meinolfus im Dekanat Paderborn des Erzbistums Paderborn.
Die Lutheraner in Dörenhagen gehören zum Lukas-Pfarrbezirk der evangelischen Kirchengemeinde Paderborn im Kirchenkreis Paderborn der Evangelischen Kirche von Westfalen.

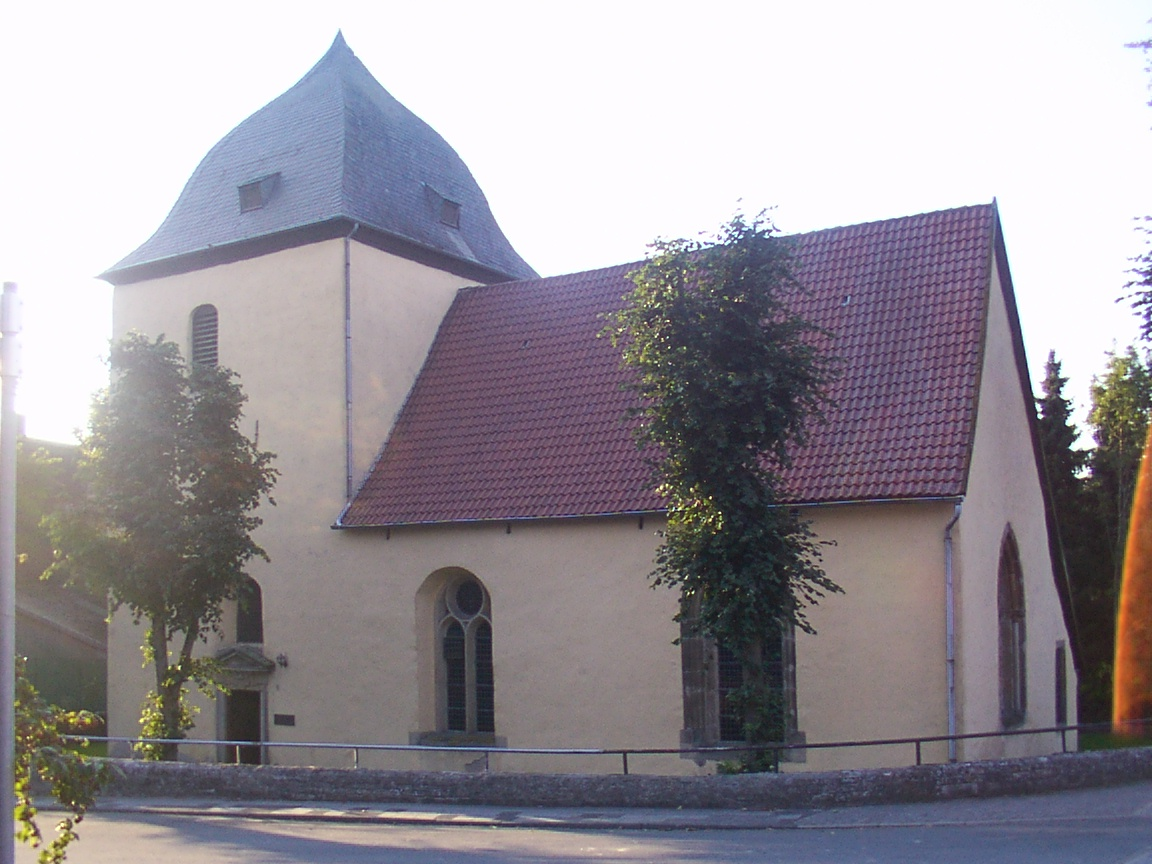
Alte Pfarrkirche Sankt Meinolf
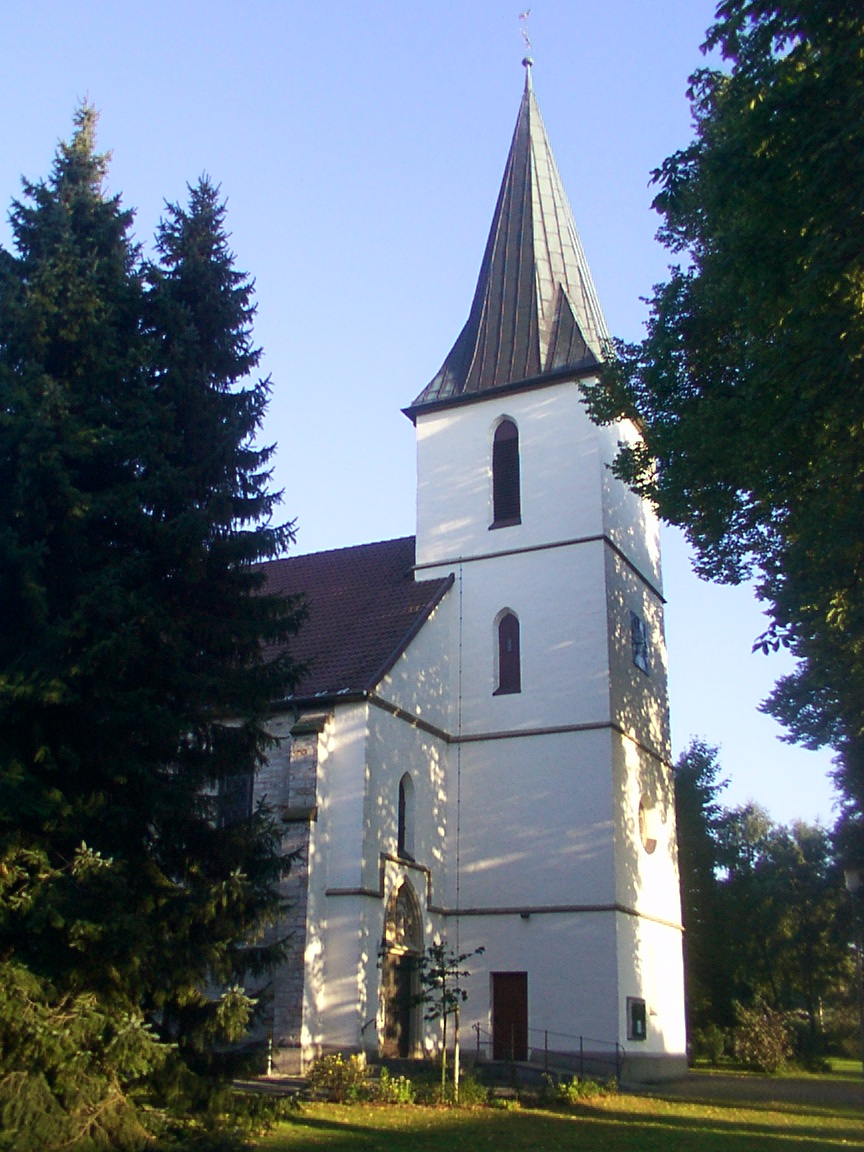
Neue Pfarrkirche Sankt Meinolf
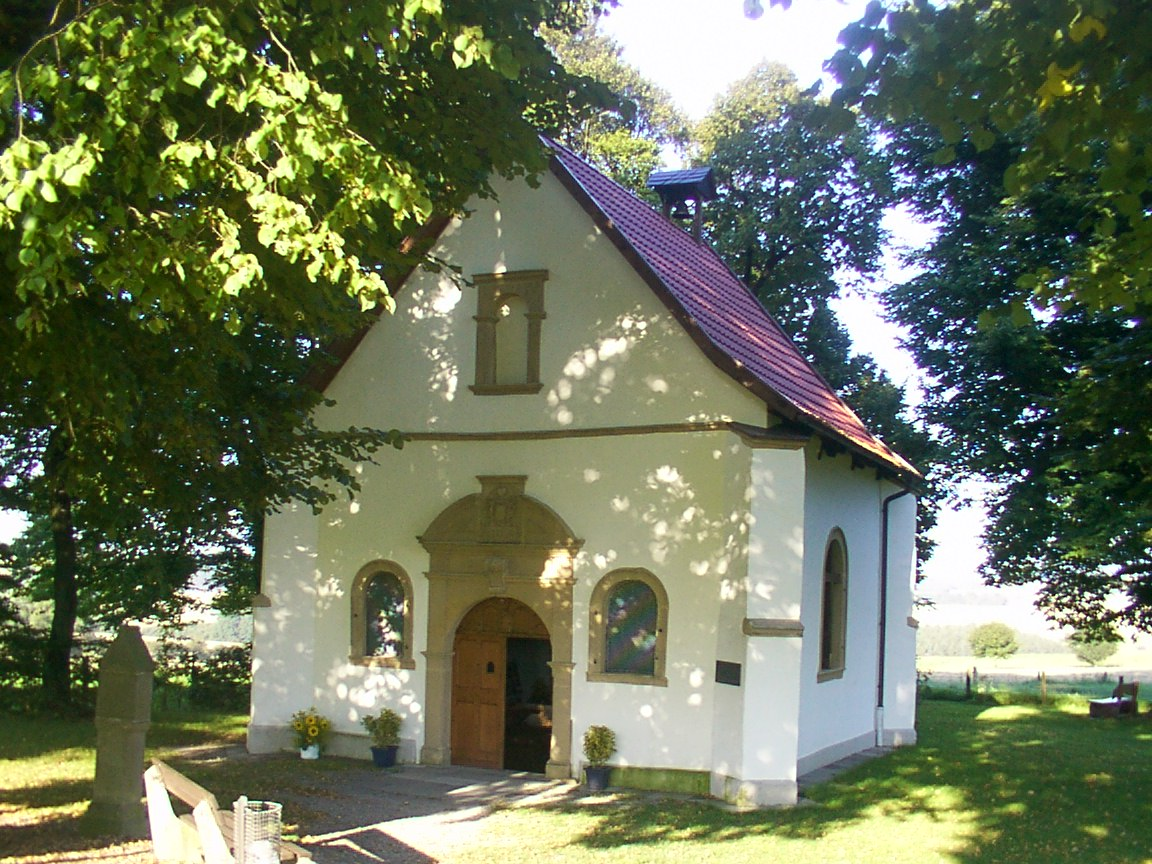
Kapelle zur hilligen Seele

## Kultur und Sehenswürdigkeiten

### Bauwerke

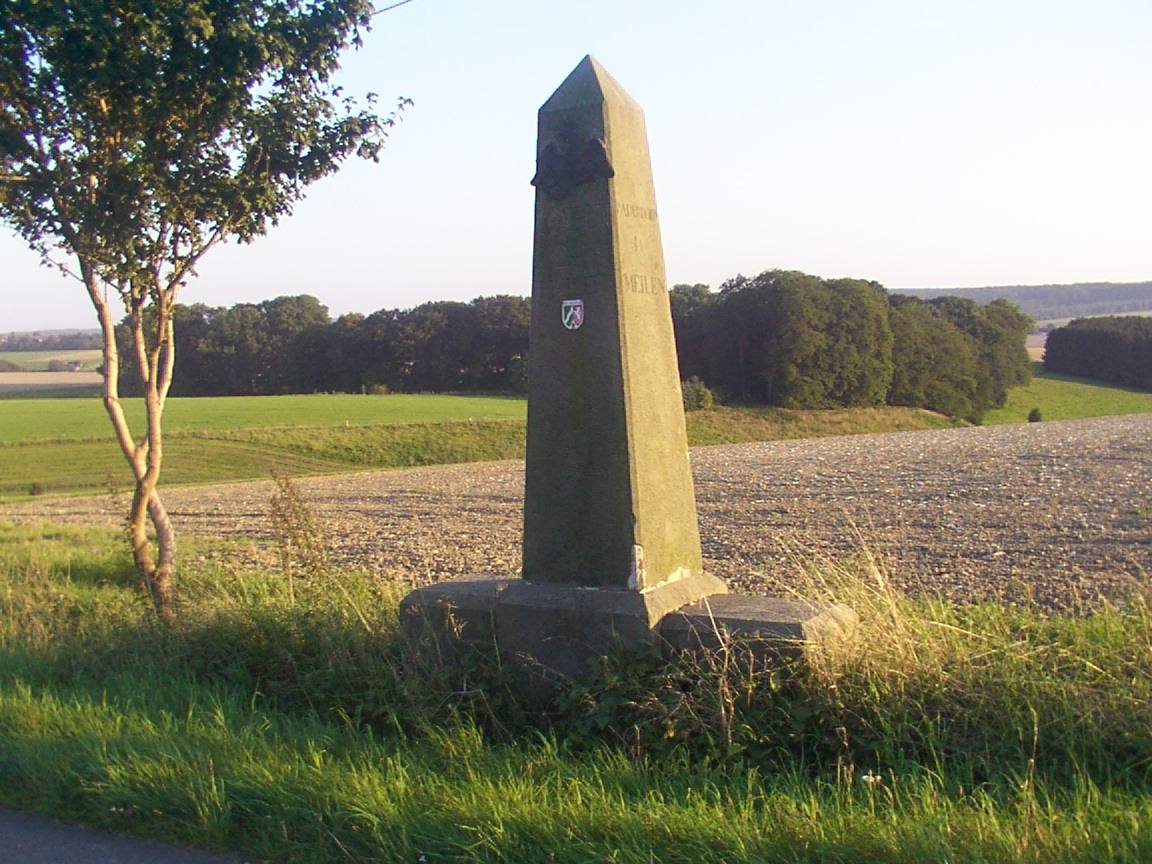
Meilenstein an der B 68

Wahrzeichen des Ortes ist die um 1220 als Wehrkirche errichtete alte Pfarrkirche Sankt Meinolf, die erste Pfarrkirche Dörenhagens, mit frühgotischen Maßwerkfenstern, spätmittelalterlichen Fresken und barocker Ausstattung.
Etwa zwei Kilometer westlich des Ortskernes liegt die Kapelle zur hilligen Seele, ein uraltes Wallfahrtsziel zur Verehrung des heiligen Kreuzes. Ihr gewölbter Rechteckchor ist im Kern romanisch, das quadratische Schiff mit Flachdecke aus dem 17. Jahrhundert.
Am nördlichen Ortsrand an der Bundesstraße Richtung Paderborn steht ein alter Meilenstein.
Im kleinsten Ortsteil Busch steht ein historischer Glockenstuhl.

### Schützenwesen
Die St. Sebastian Schützenbruderschaft Dörenhagen besteht aus den Abteilungen Musikverein, Schießsport und Jüngschützen und ist bei vielen Veranstaltungen im Ort vertreten.

## Wirtschaft und Infrastruktur

### Verkehr
Durch den Nordostrand der Gemarkung führt die B 68 von Paderborn kommend über Lichtenau nach Warburg.
Die Kreisstraße 1 verbindet Dörenhagen mit dem 3 Kilometer nördlich liegenden Paderborner Stadtteil Dahl und den südlich liegenden Lichtenauer Stadtteilen Ebbinghausen und Atteln, die Kreisstraße 2 mit dem 8 Kilometer westlich liegenden Kirchborchen, dem Sitz der Gemeindeverwaltung Borchen.

### Windkraft
In der Gemarkung Dörenhagen stehen zahlreiche Windkraftanlagen in mehreren Konzentrationszonen. Im Nordwesten in der Zone Haxtergrund 20 Anlagen, in „Dörenhagen Ost“ noch einmal 15 Anlagen. Zusammen mit Anlagen in Etteln und den Nachbargemeinden ist Dörenhagen damit bis auf einen Sichtkorridor nach Osten fast vollständig von Windkraftanlagen umschlossen. In den Ortsteilen Dörenhagen und Etteln gibt es starke Bürgerinitiativen gegen die weitere Umzingelung der Ortsteile und höhere Mindestabstände zur Wohnbebauung.

### Öffentliche Einrichtungen

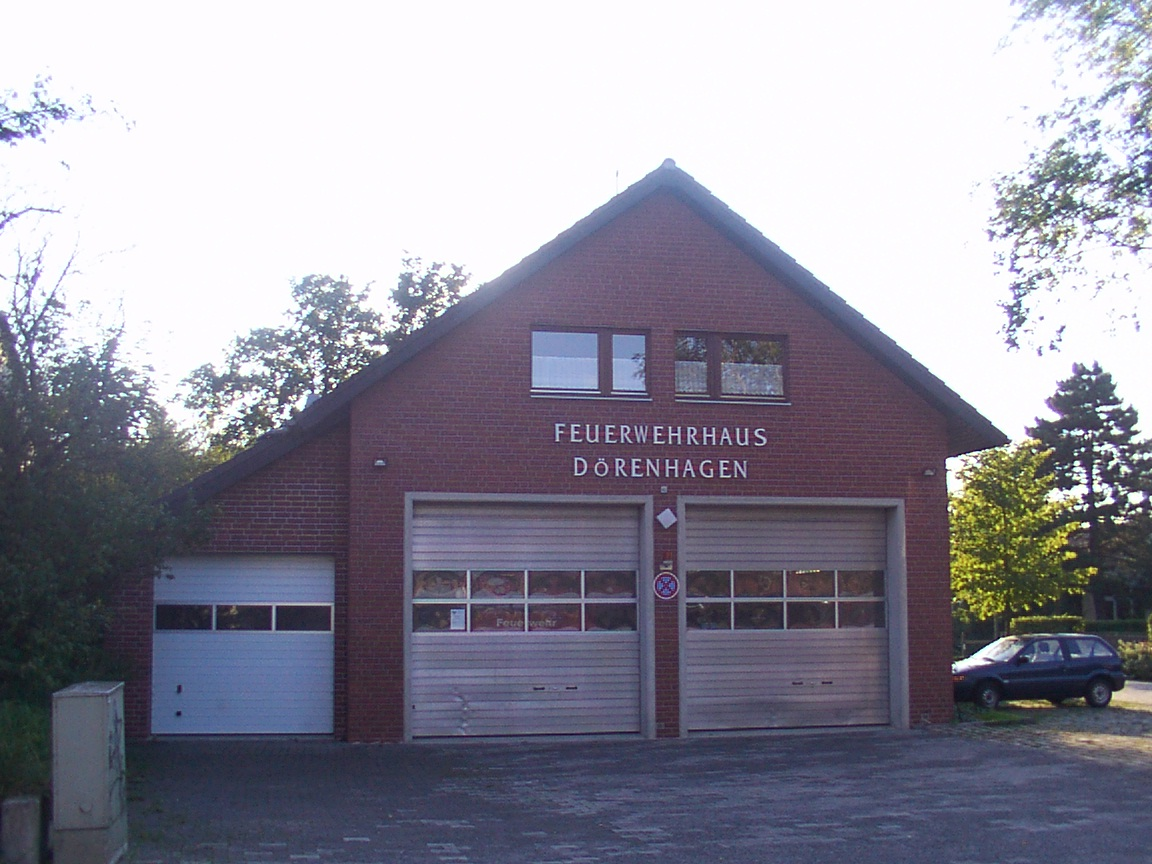
Feuerwehrhaus

Dörenhagen verfügt über ein Bürgerhaus, das für Veranstaltungen genutzt wird. Die Freiwillige Feuerwehr Dörenhagen sorgt für den Brandschutz und die allgemeine Hilfe in diesem Ort. Seit Dezember 2001 befindet sich neben dem Bürgerhaus die Katholische öffentliche Bücherei mit derzeit über 4000 Medieneinheiten.
In Dörenhagen gibt es einen Kindergarten und eine einzügige Grundschule, die nach der Montessoripädagogik arbeitet.

## Persönlichkeiten
- Karl-Heinz Indlekofer (* 1943 in Wertheim), Mathematiker und ehemaliger Hochschullehrer an der Universität Paderborn, wohnte in Dörenhagen.